# Lhotka (Ostrawa)
Lhotka (niem. Ellguth) – jeden z 23 obwodów miejskich miasta statutarnego Ostrawy, stolicy kraju morawsko-śląskiego, we wschodnich Czechach. Jest to także jedna z 39 gmin katastralnych w jego granicach o nazwie Lhotka u Ostravy i powierzchni 213,6456 ha. Populacja w 2001 wynosiła 1004 osób, zaś w 2012 odnotowano 389 adresów.
Położona jest na lewym brzegu Odry w granicach tzw. kraiku hulczyńskiego, lecz bardzo niewielka część leżała przed uregulowaniem koryta Odry po stronie morawskiej.
Pierwsza pisemna wzmianka pochodzi z roku 1464.
Do Ostrawy została przyłączona 24 kwietnia 1976. Od 24 listopada 1990 stanowi miejski obwód miasta statutarnego Ostrawa.

## Demografia[2]
| Rok             | 1869 | 1880 | 1890 | 1900 | 1910 | 1921 | 1930 | 1950 | 1961 | 1970 | 1980 | 1991 | 2001 |
| --------------- | ---- | ---- | ---- | ---- | ---- | ---- | ---- | ---- | ---- | ---- | ---- | ---- | ---- |
| Liczba ludności | 471  | 500  | 603  | 728  | 834  | 966  | 1017 | 979  | 1059 | 997  | 1009 | 941  | 1004 |